# 粵劇特朗普
《粵劇特朗普》（英語：Trump on Show ／Trump, The Twins President）是香港風水師兼編劇李居明的粵劇作品，由龍貫天、陳詠儀、新劍郎等主演，於2019年4月12日起一連四天在北角新光戲院大劇場首演。故事以美國第45任總統當勞·特朗普（中港常译“特朗普”、台美常译“川普”）為藍本，並以中美關係、美朝關係、中美貿易戰為主題，講述特朗普本人與其「孿生兄弟」川普分離和重逢的經歷。
「《粵劇特朗普》3.0」《澤肥斯基大戰特狼普》於2025年6月5日至8日在西九戲曲中心首演。

## 創作背景
本劇為李居明粵劇系列《毛澤東之虛雲三夢》第二部，共八幕，對上一部是2016年公演，同樣由龍貫天主演的《粵劇毛澤東》（另一部為2021年公演的《共和三夢》）。據李居明接受媒體訪問時透露，原本此系列以中國共產黨第二代領導核心鄧小平題材作續集，可是由於人選問題，加上後來自己受到紐約歌劇《尼克遜在中國》及著名粵劇丑生廖俠懷《甘地會西施》、《希特拉夢會藺相如》等作品所啟發，於是決定改用成現時劇本，而鄧小平題材粵劇則延後推出。李本人在文化大革命（包括李自稱的文革外星傳聞）、1972年尼克遜訪問中國搜集資料，作為故事初段的靈感來源，又加入在文革中受迫害至死的中華人民共和國主席劉少奇一角並作出對文革控訴的虛構對白；而故事中段開始則利用中美貿易戰、華為孟晚舟事件等時事題材，還有一些在現實上從未出現的虛構事件，例如北韓領袖金正恩訪問美國。本劇除了採用傳統粵曲小曲、梆黃等元素外，亦會出現英文歌曲。他曾表示劇本會隨現時環球局勢改變而修改，截至2019年3月初已修改了11次。
本劇主角包括「特朗普」和「川普」，二人被設定為失散多年、分隔中美兩地的兄弟。现实中，無論是「特朗普」抑或是「川普」，都是指美國總統「Donald Trump」，两者是“Trump”的不同音译，前者多为中国、港澳地区媒体所用，後者多為台灣及美國部分華人社區所用的。李利用這兩名的差異，加上其對美國前任總統奧巴馬一位同父異母弟弟、居於中國廣東省深圳市的馬克·奧科斯·奧巴馬·狄善九的看法，而分別創作兩名角色。可是，亦由於上述做法，在本劇宣傳初期被網民誤會並質疑李犯低級錯誤。

## 劇情

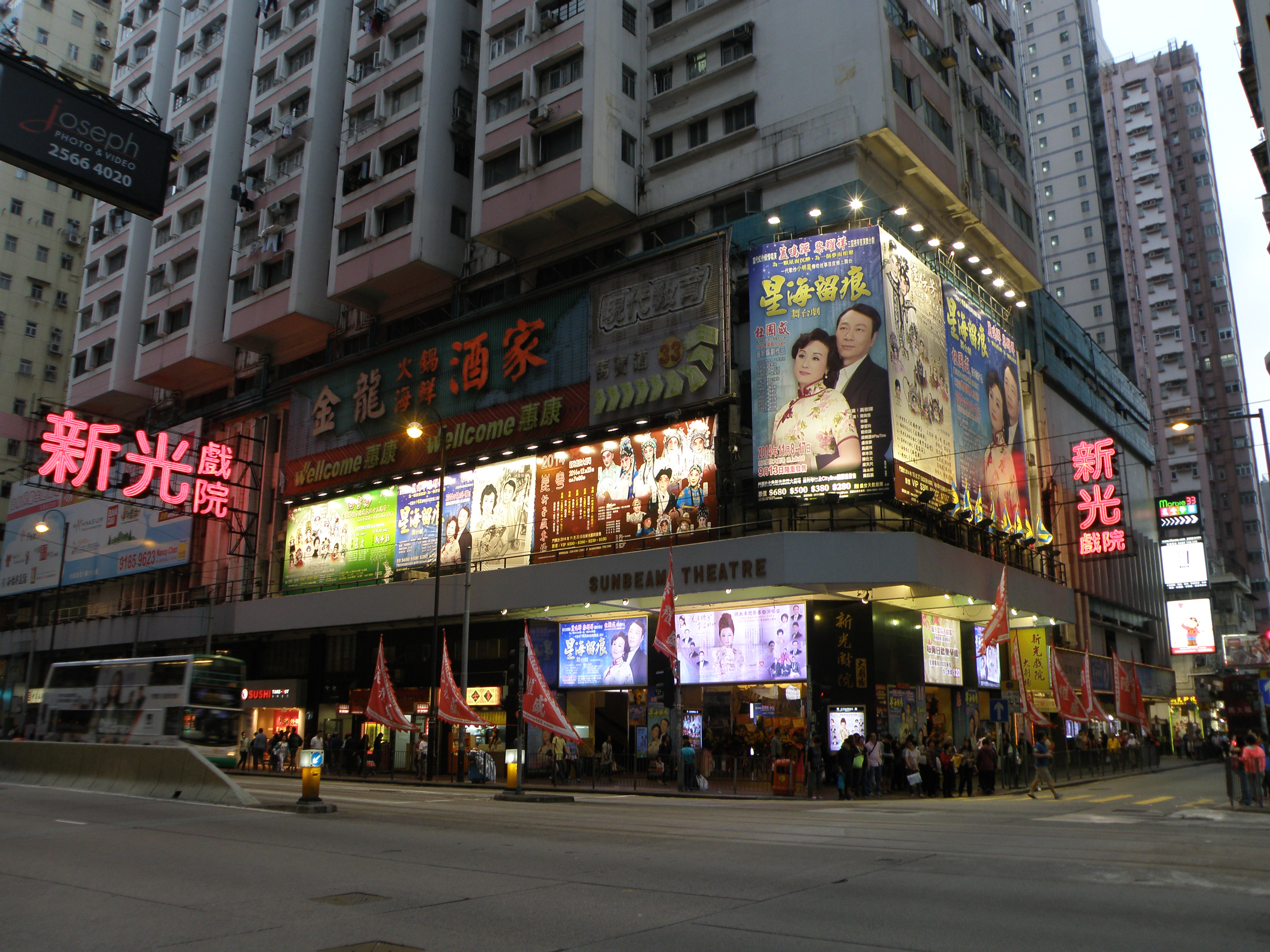
本劇首演地點——北角新光戲院大劇場

故事由特朗普的女兒伊萬卡偶然在父親物件中翻到一本《毛澤東語錄》，正深感疑惑之時，時光便流轉回到一九七二年的中國。尼克遜訪問中華人民共和國，當年只有二十六歲的特朗普是同行成員之一，在宴會上向周恩來詢問其弟「川普」之下落。
同一時間，川普跟女友蓓麗在開封火葬場巧遇化名「劉衛黃」的前國家主席劉少奇。二人雖然救了對方，可是為時已晚，劉最後含冤而逝；川普為了讓劉可以日後平反，而放棄跟蓓麗赴美。
時隔40餘年後，伊萬卡找到川普，並安排與蓓麗重逢，唱出當年情歌喚醒蓓麗的記憶。在另一邊，金正恩夫婦訪問美國，並為「特朗普」煮芝士火鍋，期間金正恩夫人李雪主遇見靈異事件，方揭發白宮內不可告人的靈異秘密。伊萬卡找到川普，要他做特朗普的替身會見記者，沒想到竟然遭暗殺中槍，逐惹起連番際遇……

## 角色
| 演員   | 飾演角色                       | 飾演角色                 | 飾演角色             |
| ------ | ------------------------------ | ------------------------ | -------------------- |
| 龍貫天 | 美國總統特朗普                 | 特朗普弟弟川普           | 中國共產黨主席毛澤東 |
| 陳詠儀 | 毛澤東第四任妻子江青           | 川普女友蓓麗             |                      |
| 新劍郎 | 中華人民共和國國務院總理周恩來 | 中華人民共和國主席劉少奇 | 美國總統林肯靈魂     |
| 鄧美玲 | 美國總統尼克遜夫人             | 毛澤東表侄孫女王海容     | 金正恩太太李雪主     |
| 王超群 | 毛澤東第三任妻子賀子珍         | 周恩來妻子鄧穎超         |                      |
| 陳鴻進 | 朝鮮勞動黨總書記金正恩         | 美國總統尼克遜           | 美國總統拜登         |
| 一點鴻 | 紅衛兵仇大虎                   |                          |                      |
| 蕭 郎  | 特朗普女兒伊萬卡               |                          |                      |
| 汪潤田 | 003                            |                          |                      |
| 白雲龍 | 王大夫                         |                          |                      |

## 場次
- 序　幕：「因緣際會」—粵劇來點創意吧
- 第一場：「狼謀虎踞」—跳隻忠字舞吧
- 第二場：「球迴智轉」—打場乒乓球吧
- 第三場：「舌劍唇槍」—請003出場吧
- 第四場：「陰算陽謀」—推劉衛黃火葬吧
- 第五場：「帝城異域」—金爸爸的賢妻受驚吧
- 第六場：「魚目混珠」—求你扮我父親吧
- 尾　場：「靈愁鬼辯」—把冷氣較大一點吧

## 反響
由於該劇以美國總統特朗普及中華人民共和國、美國與北韓之間的國際關係作為題材，上演內容有異於一般在香港以中國古代傳統故事作主題之粤劇劇目，故該劇在2019年2月作首演宣傳期間受到網民關注。
而該劇在售票期間亦另行印製英語宣傳品，又於演出時在劇場內同步顯示英文字幕，故於首演時吸引大批較少觀賞粤劇的香港年青人及以至歐美觀眾購票入場觀看，亦吸引多家西方媒體以英語報道戲劇演出情況，此現象於香港粵劇界中較為罕見。
據李居明在接受英國廣播公司訪問時表示，該劇首四場公演之預售門票售出比率逾85%，當中在2019年4月12日的首演演出更是達至全院滿座之局面，他又自稱本劇已獲得美國總統特朗普本尊知悉。網上亦有討論帖和文章利用本劇劇名，改編2003年歌手方力申及鄧麗欣合唱歌《好心好報》，將歌詞第一句從「落力為你好，得不到分數」改為「粵劇特朗普，得不到分數」。
2021年10月7至10日，《粵劇特朗普》在西九文化區戲曲中心大劇院重演。
2025年2月1日至3日，《粵劇特朗普》在新光戲院大劇場第三度重演，並為告別新光戲院的系列演出之一。而在新光戲院結業後，李居明亦表明該節目會在西九文化區戲曲中心繼續演出。

## 參看
- 粵劇
- 唐納·川普
- 李居明 (玄學家)
- 新光戲院
- 中美關係、美朝關係
- 中美貿易戰

## 外部連結
- 《粵劇特朗普》節目詳情 （页面存档备份，存于），新光中國戲曲文化